# Wąchać kwiatki od spodu
Wąchać kwiatki od spodu (fr. Des pissenlits par la racine) – francuska czarna komedia z 1964 w reżyserii Georges’a Lautnera. W jednej z głównych ról wystąpił Louis de Funès.

## Fabuła
Jacques wiąże się z piękną blondynką imieniem Rockie. Jej były chłopak Chips po wyjściu z więzienia planuje zemstę na swoim rywalu. W trakcie szamotaniny Jacques przypadkowo zabija Chipsa. Przerażony ukrywa go w futerale po kontrabasie i prosi o pomoc w pozbyciu się ciała swego kuzyna Jérôme'a. Okazuje się, że w marynarce Chipsa schowany był kupon z pokaźną wygraną z wyścigów konnych. Kupon chce zdobyć, również zakochany w Rockie, Jo Arengeot.

## Obsada
- Michel Serrault – Jérôme Martinet
- Maurice Biraud – Jo Arengeot
- Mireille Darc – Rockie
- Louis de Funès – Jacques (Jockey-Jack)
- Raymond Meunier – wspólnik Jo Arengeot'a
- Venantino Venantini – Pierre Michon
- Gianni Musy – Chips (Riton)
- Francis Blanche – wujek Absalon
- Bice Valori – ciotka Olphie
- Jacqueline Rivière – Dorothée
- Colette Régis – Christine
- Yves Barsacq – inspektor policji
- Guy Grosso – Emile, barman
- Raymone – Palmira
- Darry Cowl – miliarder
- Hubert Deschamps – generał Frédéric Cédille
- Malka Ribowska – aktorka grająca Nataszę w przedstawieniu
- Barbara Brand – aktorka grająca Sonię w przedstawieniu
- Michel Dacquin – pastor
- Michel Dupleix – rekwizytor w teatrze
- Marcel Bernier – rekwizytor w teatrze
- Charles Bouillaud – Léon
- Emile Riandreys – zarządca w teatrze
- Albert Michel – gracz na wyścigach
- Marc Arian – gracz na wyścigach

i inni